# عبد الإله جلال
عبد الإله جلال (1986 مصر) هو لاعب كرة قدم مصري.

## روابط خارجية
- عبد الإله جلال على موقع الاتحاد الدولي (مؤرشف)  (الإنجليزية)
- عبد الإله جلال على موقع قاعدة بيانات كرة القدم.إي يو (الإنجليزية)